# 벌거벗은 세계사
《벌거벗은 세계사》는 tvN에서 매주 화요일 오후 10시 10분에 방송 중인 역사 프로그램으로 여러 분야의 교수들이 나와서 세계 역사를 설명하는 프로그램이다.

## 출연진

### 출연진(고정)
- 은지원
- 조규현
- 이혜성

### 출연진(비고정)
- 이바쉐크 굽타
- 존 박
- 다니엘 린데만
- 알베르토 몬디
- 타일러 라쉬
- 새미 라샤드
- 파비앙 코르비노
- 줄리안 퀸타르트
- 일리야 벨라코프
- 안드레아스 바르사코풀로스
- 니디 아게르왈

## 같이 보기
- 벌거벗은 한국사